# Lomtjärnen (Åre socken, Jämtland, 704136-135380)
Lomtjärnen är en sjö i Åre kommun i Jämtland och ingår i Indalsälvens huvudavrinningsområde. Sjön har en area på 0,0546 kvadratkilometer och ligger 665,5 meter över havet. Sjön avvattnas av vattendraget Fettjebäcken.

## Delavrinningsområde
Lomtjärnen ingår i det delavrinningsområde (704236-135369) som SMHI kallar för Mynnar i Bölesån. Medelhöjden är 653 meter över havet och ytan är 7,06 kvadratkilometer. Det finns inga avrinningsområden uppströms utan avrinningsområdet är högsta punkten. Fettjebäcken som avvattnar avrinningsområdet har biflödesordning 4, vilket innebär att vattnet flödar genom totalt 4 vattendrag innan det når havet efter 337 kilometer. Avrinningsområdet består mestadels av skog (73 procent) och kalfjäll (19 procent). Avrinningsområdet har 0,05 kvadratkilometer vattenytor vilket ger det en sjöprocent på 0,7 procent.